# Андрєєва Світлана Серафимівна
Світлана Серафимівна Андрєєва (*31 березня 1970, Запоріжжя) — дослідник історії Південної України. Сфера наукових інтересів: історія XVIII ст., історія запорозького козацтва, історія Кримського ханства, історія міжнародних відносин Центрально-Східної Європи XVIII ст.

## Біографія
1992 р. закінчила Запорізький державний університет за спеціальністю «Історія». У 1996—1999 рр. навчалася в аспірантурі Запорізького державного університету, на кафедрі всесвітньої історії та міжнародних відносин. У 1996—1997 рр. працювала учителем історії та географії ЗОШ № 89 м. Запоріжжя. 1997—1998 рр. — науковий співробітник Науково-дослідного інституту козацтва при Запорізькому державному університеті.
З 1998 р. — викладач кафедри всесвітньої історії та соціальних наук Херсонського державного педагогічного університету, з 2001 р. — старший викладач, з 2007 р. — доцент кафедри всесвітньої історії та історіографії Херсонського державного університету. У 2006 р. захистила кандидатську дисертацію «Взаємини Запорожжя і Кримського ханства періоду Нової Січі (1734—1775 рр.)». Науковий керівник — Л. О. Нестеренко. З 2011 р. — докторант кафедри джерелознавства, історіографії та спеціальних історичних дисциплін Запорізького національного університету. Працює над докторською дисертацією «Інкорпорація земель Кримського ханства в склад Російської імперії у XVIII — на початку ХІХ ст.».

## Основні праці
- Комісії для вирішення взаємних претензій татар і запорожців періоду Нової Січі // Записки науково-дослідної лабораторії історії Південної України Запорізького державного університету: Південна Україна XVIII—XIX століття. — Вип. 1. — Запоріжжя: РА «Тандем-У», 1996. — С. 40-47.

- До питання про запорозько-татарські взаємини періоду Нової Січі // Наукові праці історичного факультету Запорізького державного університету. — Запоріжжя: Просвіта, 1998.- Вип. IV.- С. 100—109.

- До питання про етнокультурні аспекти запорозько-татарських взаємин часів Нової Січі // Наукові праці історичного факультету Запорізького державного університету. — Запоріжжя: Просвіта, 1999. — Вип. VI. — С. 10-18.

- Організація боротьби з чумою на запорозько-татарському кордоні за часів Нової Січі // Записки науково-дослідної лабораторії історії Південної України Запорізького державного університету: Південна Україна XVIII—XIX століття. — Вип. 4 (5). — Запоріжжя: РА «Тандем-У», 1999. — С. 143—152.

- Документи про нагородження медалями купців Південної України // Записки науково-дослідної лабораторії історії Південної України ЗДУ: Південна Україна XVIII-ХІХ століття. — Вип. 5. — Запоріжжя: РА «Тандем-У», 2000. — С. 215—220 (у співавторстві з А. В. Бойком).

- Матеріали з історії Південної України XVIII ст. у фондах Архіву зовнішньої політики Російської імперії // Записки науково-дослідної лабораторії історії Південної України ЗДУ: Південна Україна XVIII-XIX століття. — Вип. 7. — Запоріжжя: РА «Тандем-У», 2003. — С. 7-12[Передмова]; С. 13-34 [публікація документів].

- Грошовий обіг між Кримським ханством та Запорозькою Новою Січчю // Наукові записки. — Херсон: Херсонський краєзнавчий музей, 2007. — С. 20-27.

- Впровадження карантинів на південних кордонах Вольностей в часи Нової Січі (1734—1775 рр.) // Україна крізь віки: Зб. наук. праць на пошану академіка НАН України проф. В. Смолія . — К.: Ін-т історії України НАНУ, 2010. — С. 608—623.

- «Кримський вектор» зовнішньої політики Коша Нової Запорозької Січі в період між російсько-турецькими війнами

- 1734—1739 рр. та 1768—1774 рр. // Український історичний збірник. — Вип. 13. — К.: Ін-т історії України НАНУ, 2010. — С. 98-106.

- Журнал подорожі до Криму російського консула О. Нікіфорова 1763 р. як джерело до вивчення історії Нової Запорозької Січі // Гуманітарний журнал. — 2011. — № 3/4. — С. 175—179.